# Adamou Garba (Umweltaktivist)
Adamou Garba (* 1954) ist ein nigrischer Umweltaktivist und Politiker.

## Leben
Adamou Garba studierte an der Universität Lomé in Togo sowie an der Universität Poitiers und der Universität Paris in Frankreich. 1988 heiratete er Fati Ibrahim. Garba arbeitete von 1993 bis 1995 als Direktor für Kommunikation im nigrischen Kommunikationsministerium. Er gründete 1994 die erste grüne Partei Nigers, das Bündnis für einen grünen Sahel (französisch: Rassemblement pour un Sahel Vert, Kürzel: RSV-Ni’ima), dem er seitdem als Präsident vorsteht.
Garba protestierte dagegen, dass ein saudischer Prinz mit Duldung der staatlichen Autoritäten illegale Beizjagden in sensiblen Naturräumen Nigers veranstaltete. Dem RSV-Ni’ima wurde daraufhin Ende 1996 unter Staatspräsident Ibrahim Baré Maïnassara für drei Monate jede Tätigkeit verboten. In der Hauptstadt Niamey setzte sich Garba für den Erhalt des städtischen Grüngürtels ein.
Er wurde 2008 Repräsentant der afrikanischen grünen Parteien und Bewegungen beim Weltverband Global Greens. Bei den Präsidentschaftswahlen in Niger 2011 unterstützte Garbas Partei den Wahlsieger Mahamadou Issoufou von der Nigrischen Partei für Demokratie und Sozialismus, verließ jedoch 2015 die Koalition.